# Levico Terme

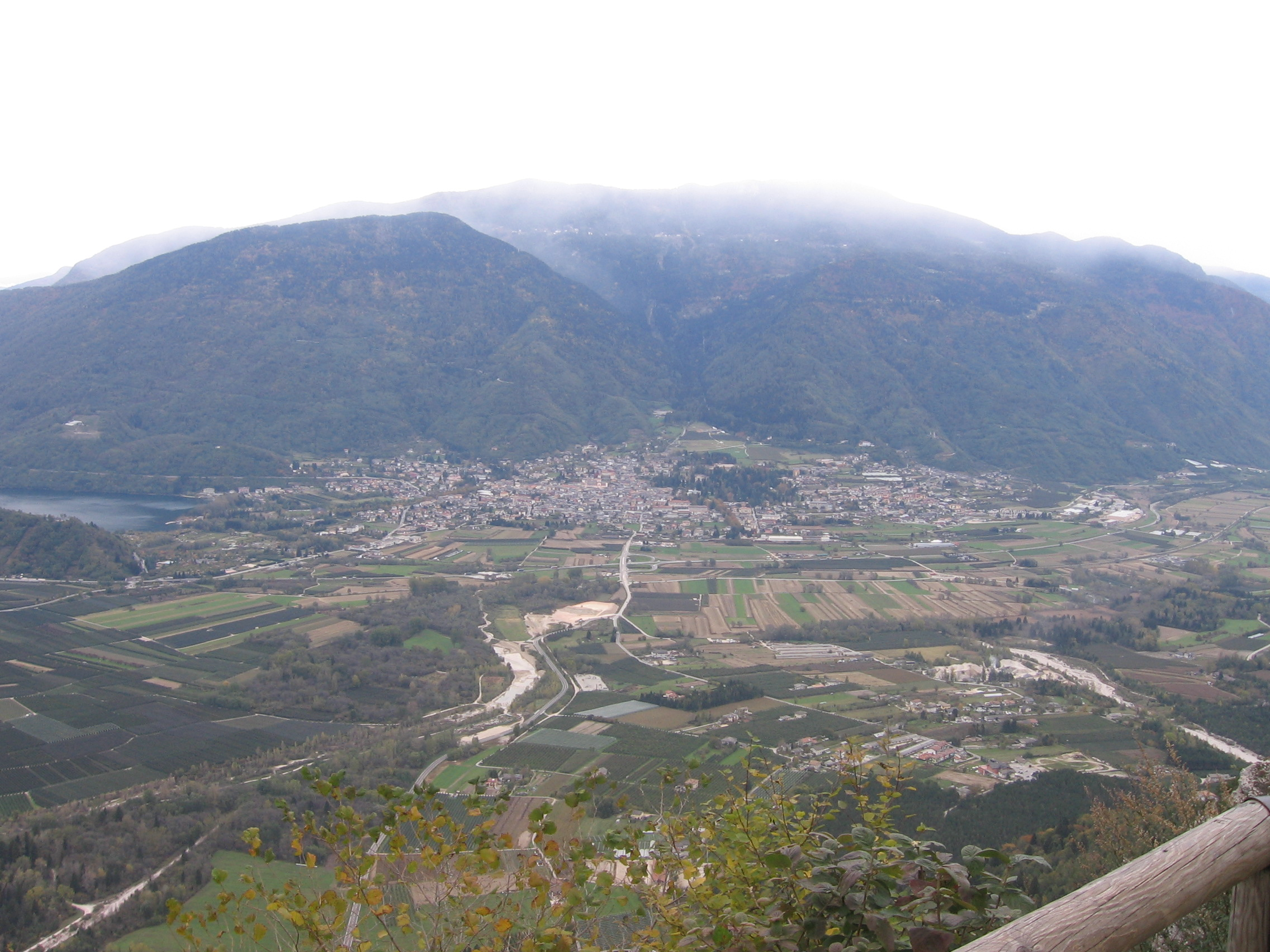
Levico Terme, với hồ bên phải.

Levico Terme là một đô thị ở tỉnh Trento ở vùng Trentino-Alto Adige/Südtirol của Ý, tọa lạc cách 15 km về phía đông nam của Trento. Vào 31 December 2006, đô thị này có dân số 6.973 người và diện tích là 62,9 km².
Đô thị Levico Terme có các frazioni (đơn vị trực thuộc, chủ yếu là các làng) Santa Giuliana, Barco, Campiello, Vetriolo, Selva and Quaere.
Levico Terme giáp các đô thị: Frassilongo, Vignola-Falesina, Borgo Valsugana, Pergine Valsugana, Novaledo, Tenna, Asiago, Caldonazzo, Luserna và Rotzo.